# Aloha Beverly Hills: Part 1 & 2
Aloha Beverly Hills: Part 1 & 2 is de eerste en tweede aflevering van het achtste seizoen van het tienerdrama Beverly Hills, 90210, die voor het eerst werden uitgezonden op 10 september 1997.

## Plot
De zomer is voorbij en de groep heeft moeite om in het echte leven te overleven. Donna is nu ontmaagd door David, en dit feit heeft ze nog niet verteld aan haar moeder. Dit vindt David belachelijk en zet haar onder druk om dit alsnog te doen. Valerie is helemaal blut nadat ze opgelicht is en heeft een paar banen geprobeerd, maar ziet nu in dat een normale baan niets voor haar is. Nu Brandon en Kelly samenwonen komt Brandon erachter dat houden van en samen wonen met twee verschillende dingen zijn. Kelly wil persoonlijke dingen veranderen in hun slaapkamer wat Brandon zeer benauwd. Als Kelly wat brieven vindt van de ex van Brandon, Tracy, in zijn la dan vindt ze dit vervelend. Ze denkt dat het beter is als hij dit bewaard waar het uit zicht is. Brandon staat op het punt om de spullen van Tracy weg te gooien, maar hij kan het toch niet laten om even een blik erop te werpen. Opeens loopt Kelly binnen en ziet dit.
Kelly vraagt aan Steve of hij met Erin naar haar voetbalwedstrijd kan gaan. Steve stemt ermee in en zo gaan Steve en Erin naar de wedstrijd. Steve kijkt vanaf de zijlijn en ziet ook een jongen, Zach, meespelen die een paar keer klappen krijgt. Als Zach van het veld loopt wil Steve hem een paar trucks leren om de klappen op te vangen. Zijn moeder, Carly, komt erbij en trekt Zach weg. Zij vertelt hem dat hij niet met vreemde mannen mag praten en vindt Steve ook maar onverantwoord. Steve gaat later uit eten met een vrouw en dan komt hij Carly weer tegen in het restaurant, ze werkt daar als serveerster. Zij behandelt Steve en zijn date zeer onbeschoft en wordt daarop ontslagen.
Donna vraagt David of hij bij haar komt wonen, maar dan wel in een aparte kamer. David weigert dit en komt pas bij haar wonen zodra zij tegen haar moeder heeft verteld dat ze seks hebben gehad. Donna vindt het niet leuk dat ze zo onder druk wordt gezet en laat David dit ook weten. David is nu de enige eigenaar van de club en komt erachter dat dit nog niet meevalt, vooral omdat nu een zeer slappe tijd is. Donna is druk zoekende voor een baan en nu weet haar vader een bedrijf dat iemand zoekt als assistente. Na een chaotisch sollicitatiegesprek wordt ze aangenomen. Het blijkt dat de eerste opdracht zich af zal spelen op Hawaï. Donna is helemaal in extase en vertelt dit aan David, die vindt dit geweldig en dan komen ze met het idee dat David meegaat voor een korte vakantie. Hierna besluit de groep dat ze ook meegaan voor een korte vakantie, alleen Kelly wil liever blijven omdat haar baan snel begint en vindt dat ze het niet kan maken om meteen vrij te vragen. Valerie moet ook noodgedwongen blijven omdat ze blut is, maar ze smeekt bij Steve om een lening en daarna kan ze ook mee.
De groep staat op het punt om naar het vliegveld te gaan en Kelly blijft bij haar besluit om te blijven, Brandon probeert haar nog mee te krijgen maar dit helpt niet. Nu gaan ze met uitzondering van Kelly die deze tijd ook aangrijpt om goed na te denken over haar relatie met Brandon. Als ze aankomen op Hawaï dan vinden ze alles prachtig, het weer, het hotel en de locatie. Donna krijgt een probleem als ze erachter komt dat haar baas doodziek is en in bed moet blijven en Donna de leiding geeft. Ze maakt kennis met de fotograaf,  maar het gesprek loopt zeer stroef en het blijkt dat hij er geen vertrouwen in heeft. David komt voor Donna op en dit zorgt dat de fotograaf het toch gaat proberen. Als de foto-opdracht begint dan verloopt dit zeer chaotisch en de fotograaf wordt helemaal gek. Donna doet haar best en de vrienden helpen wel mee maar het loopt helemaal fout. Op een gegeven moment wordt de fotograaf boos op Donna en begint te schelden op haar. Dit wordt een bijstaander, Noah, allemaal te veel en hij springt ertussen en slaat de fotograaf die hier woedend op wordt en afdruipt. Als deze commotie is afgelopen komt Brandon een oude bekende tegen, namelijk Tracy, die daar ook is samen met haar verloofde. Brandon is verrast en ook op het feit dat zij verloofd is. Het klikt tussen Noah en de groep en ze besluiten de rest van de tijd samen door te brengen.
Donna is ontroostbaar nu de opdracht helemaal in het honderd is gelopen, maar als ze later bij haar baas komt dan neemt zij de schuld op zich en zegt dat Donna hier helemaal niets aan kon doen. De rest van de tijd op Hawaï brengen ze door om door het landschap te verkennen en hebben een leuke tijd. Tracy gaat ook mee en Donna vindt dat Brandon en Tracy wel echt close worden en brieft dit door aan Kelly. Kelly besluit zelf te gaan kijken en gaat ook naar Hawaï, daar aangekomen ziet ze Brandon en Tracy samen zitten en wordt daar zeer jaloers op. Brandon is verbaasd haar te zien en legt snel uit dat Tracy verloofd is en dat er niets aan de hand is. Kelly is opgelucht en ze is blij dat ze het verkeerd had gezien. Noah neemt Valerie mee naar een mooie locatie en er ontstaat een klik tussen hen. Later gaat de groep samen naar een andere mooie locatie en dan valt David vanaf een heuvel een meer in. Hij wordt gered door Brandon en Noah, nu wordt Noah helemaal opgenomen in de groep.
Als de groep weer terug moet naar Los Angeles, besluit Noah met hen mee te gaan omdat hij een vrij leven leidt en kan gaan en staan waar hij wil. Bij terugkomst op het vliegveld in Los Angeles nemen ze afscheid van elkaar om naar hun auto's te gaan. Brandon en Kelly komen aan bij hun auto en zien dan dat ze een lekke band hebben. Tijdens het verwisselen van de band horen ze iets en zien dat er een paar meter verderop een auto-inbraak plaatsvindt. Ze kijken naar hen en durven niets te doen en de criminelen rijden weg. Brandon en Kelly zijn opgelucht, maar ineens komen ze terug en beginnen te schieten. Kelly wordt geraakt en valt neer, Brandon is helemaal in paniek en houdt haar vast.
N.B. Dit is de eerste aflevering van Vincent Young als Noah Hunter en Hilary Swank als Carly Reynolds en Myles Jeffrey als Zach Reynolds.

## Rolverdeling
- Jason Priestley - Brandon Walsh
- Jennie Garth - Kelly Taylor
- Ian Ziering - Steve Sanders
- Brian Austin Green - David Silver
- Tori Spelling - Donna Martin
- Tiffani Thiessen - Valerie Malone
- Joe E. Tata - Nat Bussichio
- Hilary Swank - Carly Reynolds
- Michael Durrell - Dr. John Martin
- Vincent Young - Noah Hunter
- Myles Jeffrey - Zach Reynolds
- Katherine Cannon - Felice Martin
- Mercedes Kastner - Erin Silver
- Lynne Moody - Vanessa Markley